# Ul'ba
La Ul'ba (in russo Ульба́?; anche traslitterata come Ulba) è un fiume del Kazakistan settentrionale, tributario di destra dell'Irtyš (bacino idrografico dell'Ob').
Ha origine dal versante meridionale dei Monti Altaj dall'unione dei due rami sorgentizi Grometucha e Tichaja; scorre in ambiente montuoso con direzione mediamente occidentale, sfociando infine nell'Irtyš presso la città di Öskemen (la russa Ust'-Kamenogorsk).
La Ul'ba è gelata, mediamente, da dicembre ad aprile.